# 斯塔福德縣 (堪薩斯州)
斯塔福德县（英語：Stafford County，簡稱SF）是美國堪薩斯州中南部的一個縣。面積2,058平方公里。根據美國2000年人口普查，共有人口4,488人。縣治聖約翰（St. John）。
成立於1666年6月5日。縣名紀念在南北戰爭中陣亡堪薩斯州軍人劉易斯·斯塔福德。